# Bise

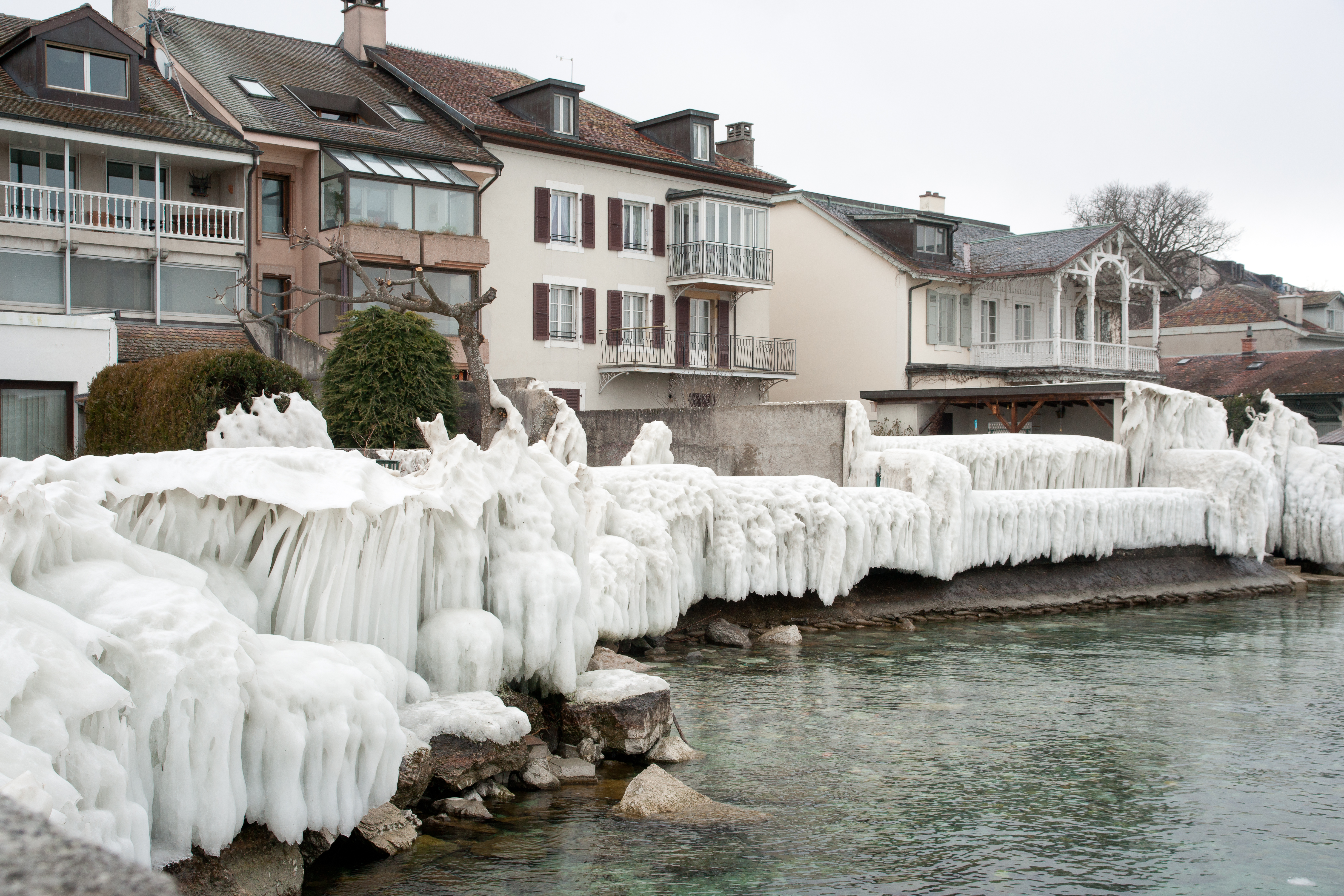
Im Winter spritzt das Wasser des Genfersees, aufgepeitscht durch die Bise, über das Ufer und gefriert sofort.

Die Bise oder der Biswind ist ein im Südwesten des deutschen Sprachraums (Südbaden, Schweiz, Vorarlberg) bekanntes Wort für einen aus Norden, Nordosten oder Osten wehenden, schneidend kalten, trockenen und aufhellenden Wind.
Die Fachsprache der Meteorologie dagegen beschränkt das Wort auf ein regionales Schweizer Windsystem, das nur im Schweizer Mittelland auftritt. Der meist trockene, kalte Wind aus Ost bis Nordost im schweizerischen Mittelland wird von aus dem Nordosten Europas nach Mitteleuropa strömender Kontinentalluft gespeist, wenn im Europa nördlich der Schweiz hoher und im Mittelmeerraum tiefer Druck herrscht. Im Sommer bedeutet eine Bisenlage meistens schönes Wetter mit angenehm kühlen Temperaturen. Im Winter liegt in niederen Lagen häufig Hochnebel oder starker Dunst.
Wegen der sich gegen Westen hin verengenden Kanalisierung durch die Alpen und den Jura erreicht die Bise ihre grössten Stärken im Genferseeraum, wo bei klassischer Bisenlage nicht selten mittlere Windgeschwindigkeiten von 60 km/h und Böenspitzen bis über 100 km/h registriert werden (bise noire). Am Bodensee ist die Bise schwächer und äussert sich als relativ kühler Nord- bis Nordostwind mit meist weniger als 6 Beaufort (40–50 km/h).
Das Wort Bise, erstmals in den Schriften Notkers III. von St. Gallen belegt, ist ein alemannisches Wort, dessen Herkunft unsicher ist. Vermutlich gehört es zur Wortsippe von althochdeutsch bĭsōn ‚umher-, einherstürmen‘; Versuche, das Wort als Entlehnung aus dem Galloromanischen herzuleiten oder mit Brise zu verbinden, werden heute abgelehnt.